# Mareen Duvall
Pour les articles homonymes, voir Duval.
Marin Duval ou Mareen Duvall, né en 1625 à Nantes ou Laval et mort le 5 août 1694 à Mid-Plantation, dans le comté d'Anne Arundel au Maryland, est un protestant français et un des premiers émigrés américains.

## Biographie
Il serait né Marin Duval en 1625, et fils de Thomas Duvall né en 1570 , petit-fils de William Du Vall et de Alexandrine Mamusin.
Il semble avoir fui les pressions exercées sur les protestants en France et ceci avant la révocation de l'édit de Nantes. Après un passage en Angleterre, il est arrivé dans la province du Maryland le 28 août 1650. 
Il a reçu un droit d'exploitation des premiers propriétaires de la colonie du Maryland, la famille Calvert ce même jour pour La Val, nommé ainsi par rapport au comté de Laval situé à Laval en France, dans la partie sud de la South River dans le comté d'Anne Arundel dans le Maryland.
Marin Duval, lui, devenu Mareen Duvall, cultive la terre et vend ses produits. Le planteur devient rapidement prospère et développe ses plantations et ses affaires. Sa Middle Plantation à Davidsonville était « aussi luxueux et entretenu que les manoirs de la noblesse anglaise ». Il est adepte du jacobitisme.
Il est mort en 1694 ; sa troisième et dernière femme, Mary Stanton, administrait un important domaine,. Duvall avait acheté d'importantes étendues de terres, comprenant Catton connu plus tard comme Belair Mansion (en) ainsi que les propriétés de plantations de Davidsonville dans le Maryland ; il possédait plusieurs milliers d'acres dans le comté d'Anne Arundel et dans le comté de Prince George.
En 1705, son épouse, Mary et son fils, John Duvall, donnent la terre de Queen Anne Parish pour y construire l'église Saint Barnabé à Upper Marlboro. La veuve de Mareen Duvall, Mary, se remarie avec Henry Ridgely, puis, après la mort de ce dernier, avec le révérend Jacob Henderson.

## Famille
Mareen Duvall s'est marié trois fois :
- avec Mary (?-1680) vers 1659 ; ils ont eu cinq enfants :
  - John Duvall (?-avril 1711)
  - Lewis Duvall
  - Eleanor Duvall
  - Mareen Duvall « le vieux » (1661-?)
  - Samuel Duvall (1667-1741)

- Il se remarie en 1680 avec Susannah Brashears (1647-vers 1692), fille de Benois (Benjamin) Brashears/Brasseur et Mary ; ils ont eu sept enfants :
  - Katherine Duvall
  - Elizabeth Duvall
  - Susannah Duvall (~1677-?)
  - Mareen Duvall « le jeune » (après 1680-9 juin 1741)
  - Mary Duvall (1683-?)
  - Johanna Duvall (1685-?)
  - Benjamin Duvall (1692-1774)

- Il se remarie en 1692 avec Mary Stanton (?-19 janvier 1733 à Prince George's Co.).

## Généalogie
En généalogie, il est souvent désigné comme l'« émigré » pour le distinguer de ses descendants qui ont été également nommés Mareen Duvall.
Ses descendants célèbres sont : 
- les présidents des États-Unis : Barack Obama par son fils Mareen Duvall le jeune[6],[7],[8] ; Harry S. Truman par sa fille Susannah Duvall ;
- le vice-Président des États-Unis Dick Cheney par son fils Samuel Duvall[9] ;
- Wallis Simpson, épouse d'Édouard VIII, par son fils John Duvall ;
- le juge Gabriel Duvall (en) (1752-1844)
- le milliardaire Warren Buffett[10] ;
- l'espionne confédérée Betty Duvall (en) (vers 1845-1891) et l'acteur Robert Duvall, par son fils Mareen Duvall The Elder.

La Duvall Society est fondée en 1927. Son but est d'étudier l'histoire de Mareen Duvall et de ses descendants, de  préserver et restaurer les souvenirs historiques qui s'y rattachent.